# Kaloň indický
Kaloň indický (Pteropus giganteus) je druh létajícího savce z podřádu kaloňů, který žije v jižní Asii. Jedná se o jeden z největších druhů letounů na světě: váží asi 0,6-1,6 kg, délka těla činí 15-22 cm a rozpětí křídel je v rozmezí 1,2-1,5 m.

## Popis
Velká křídla s rozpětím v rozmezí 1,2-1,5 m, která jsou větší a širší než u hmyzožravých druhů, přizpůsobena k ráznému létání. Kaloni používají křídla i k zahřívání a k ochraně při spánku, kdy se do nich balí. Jejich zadní tlapy mají pět prstů s dlouhými drápy, které jsou přizpůsobeny k přichytávání se za větvě a k přitahování velkých plodů při žraní. V porovnání s ostatními letouny má velké oči. Mají výborný zrak, který používají i v noci namísto echolokace. Mají také velmi dobře vyvinutý sluch, který například matka používá pro rozeznání svého mláděte podle jeho volání.

### Tělesné rozměry
- Délka: 30 cm
- Rozpětí křídel: až 1,5 m
- Hmotnost: samci 1300-1600 g, samice do 900 g

### Rozmnožování
- Pohlavní dospělost: v 1.-2. roce
- Doba rozmnožování: červenec až říjen
- Doba březosti: asi 150 dnů
- Počet mláďat: 1

### Způsob života
- Chování: žije v koloniích, aktivní v noci
- Potrava: mango, guave, banány a jiné plody
- Délka života: 15 let

### Zeměpisné rozšíření
Je rozšířen od Malediv v Indickém oceánu přes Pákistán, Indii, Nepál, Srí Lanku až po Myanmar

## Výskyt
Obývá vlhké pralesní biotopy a jeho dva poddruhy žijí v Indii, Pákistánu, na Maledivách, na Srí Lance, v Nepálu, Bhútánu atd. Žije v tropických deštných pralesích a bažinách, nejraději v blízkosti pobřeží. Ve vnitrozemí vyhledává velké vodní plochy. Jedná se o výborné letce, takže je lze nalézt na mnohých ostrovech v Indickém a Tichém oceánu.
Den tráví kaloni indičtí v koloniích zavěšení hlavou dolů v korunách stromů a velkou část dnes spí. Na některých stanovištích se zdržují častěji a užívají je po celá léta. Takováto místa pak zapáchají typickým zápachem kaloňů. Přes den na stanovištích je živo a hlučno, kdy přelétávají z větve na větev při hledání a bojování o nejlepší místo. Kolonie mohou čítat stovky a dokonce až tisíce kaloňů.

## Potrava
Kaloň indický je noční živočich a živí se hlavně nektarem a zralými plody, jako jsou mango či banány. Když se začne večer stmívat vyrazí celé hejno kaloňů hledat potravu, která může být často až padesát kilometrů daleko. Ve tmě se kaloni neřídí zvukem, jako hmyzožraví netopýři, ale orientují se očima a nosem. Velkými plochými stoličkami rozkousávají a rozemílají nejrůznější plody i ovoce a vysávají sladkou šťávu. Ovocnou dužinu a semena poté vyplivují. Banány a jiné měkké ovoce ale polykají celé. Živí se také pylem a šťávou různých květů. Jelikož v tropickém pralese kvetou rostliny a dozrávají plody v různou dobu, tak zde nacházejí kaloni různé plody a květy po celý rok. Kaloň si musí pamatovat, které květiny kvetou a plody dozrávají ve kterou dobu, aby je pak mohl ve správném období najít pravděpodobně hlavně podle čichu. Protože se kaloni živí plody, není divu, že napáchají v sadech a zahradách velké škody. Příležitostně žerou i živočišnou potravu, hlavně hmyz.

## Rozmnožování
Ke krátkým námluvám a později páření mezi samcem a samicí dochází v koloniích na nocovištích a dochází k nim od června do října. V době březosti působí létání samicím kaloňů značné potíže. Zárodek je vyživován pomocí placenty, což při letu přináší těžkosti. Mládě se rodí přibližně po pěti měsících často ve dne nohama napřed. Již při porodu je mládě pohyblivé a schopné se dále vyvíjet. Rodí se bezzubé, na hřbetě hustě porostlé srstí, na břiše téměř lysé a má zcela vyvinuté drápy. Je čilé, má otevřené oči a váží kolem 250 gramů, což je kolem jedné třetiny váhy samice. Ta se stará sama o krmení mláděte, a také o něj sama pečuje.
V prvním týdnu života se mládě vyškrábe na prsa samice a létá sní i v době, kdy opouští místo na spaní a hledá chutnou potravu. Brzy však začne být příliš těžké a musí se vracet tam, kde mají kaloňi místo ke spánku. Mládě zůstává s matkou obvykle do osmi měsíců u matky, kdy kojena jsou však jen do pěti měsíců. Ve stáří jednoho roku jsou plně vzrostlá, pohlavně dospělá jsou ale až ve dvou letech.

## Kaloň a člověk
I přes to, že je kaloň poměrně velký, nepatří mezi nebezpečná zvířata. Jeho přátelská tvář připomíná psa a skutečnost, že jí ovoce namísto masa, naznačuje, že nedělá škodu svým druhům. Dříve kaloňové konzumovali pouze divoké plody a ovoce, ale nyní často zalétávají na plantáže a vznikají konflikty s lidmi. Někteří farmáři chrání své úrody postřikem jedovatými látkami.
V některých oblastech se využívá tuk kaloňů v medicíně, což vede k lovu a usmrcování těchto zvířat. V některých zemích loví a konzumují kaloně jako lahůdku. Nicméně větší nebezpečí hrozí druhům, které žijí na ostrovech. V posledním století byly na mnoha malých ostrovech vykáceny stromy, což vedlo k vyhynutí kaloňů, kteří tam žili.

## Chov zoo v Česku
Kaloně indického chová Zoo Plzeň.